# 凯拉斯猫
凯拉斯猫是苏格兰发现的一种猫科动物。以前被认为是神话传说中的野猫，少数的目击事件使人相信它的存在只不过是场骗局。直到1984年，猎场看守者罗尼·道格拉斯（Ronnie Douglas）射杀了一只凯拉斯猫，才发现它是一种家猫和野猫的混种动物。不过它并不是一个正式品种，而是一个地方品种。模式种“凯拉斯猫”由神秘动物学家卡尔·舒克根据首次目击的地点马里的凯拉斯村而命名。舒克还提出，猫妖精是来源于凯拉斯猫的民间记忆。
凯拉斯猫通常被描述为体长超过65cm，有强健的后肢和一条可以长到30cm的尾巴。一个标本被保存于马里埃尔金（Elgin）的一个博物馆。